# Santa Teresinha (kommun i Brasilien, Bahia)
Santa Teresinha är en kommun i Brasilien.   Den ligger i delstaten Bahia, i den östra delen av landet, 1 000 km öster om huvudstaden Brasília. Antalet invånare är 9 658.
Omgivningarna runt Santa Teresinha är huvudsakligen savann. Runt Santa Teresinha är det glesbefolkat, med 11 invånare per kvadratkilometer.